# Саут Форк (Пенсилванија)
Саут Форк (енгл. South Fork) град је у америчкој савезној држави Пенсилванија.

## Демографија
По попису из 2010. године број становника је 928, што је 210 (-18,5%) становника мање него 2000. године.
| Група             | 2000.         | 2010.       |
| Белци             | 1.128 (99,1%) | 909 (98,0%) |
| Афроамериканци    | 1 (0,1%)      | 5 (0,5%)    |
| Азијати           | 0 (0,0%)      | 0 (0,0%)    |
| Хиспаноамериканци | 7 (0,6%)      | 2 (0,2%)    |
| Укупно            | 1.138         | 928         |